# 豇豆
豇豆是一种豆科豇豆属的植物。豆莢稍肉質且柔軟，外觀呈長條狀圓柱形，長度大約30~50公分，直徑約0.6~1.0公分；內有種子多顆，種子長橢圓形或圓柱形或稍腎形，長 0.6~1.2 公分，黃白色、暗紅色或其他顏色。
豇豆是最重要的食品豆科作物之一，涵蓋亞洲、非洲、歐洲南部、中美洲和南美洲等半乾旱熱帶地區。

## 名称
又称豆角、长豆、赤豆、缸豆；臺灣閩南語俗稱菜豆仔（與學術名菜豆者不同屬），還有人稱呼它長豆、豆角、米豆等；山东俗称豆橛子。

## 形态
一年生草本；其叶腋或顶部抽出花梗，先端着生单花2～5对，多数仅能结两荚，左右对生；黄色或紫色花，长条形荚，绿色、青灰或紫色等。

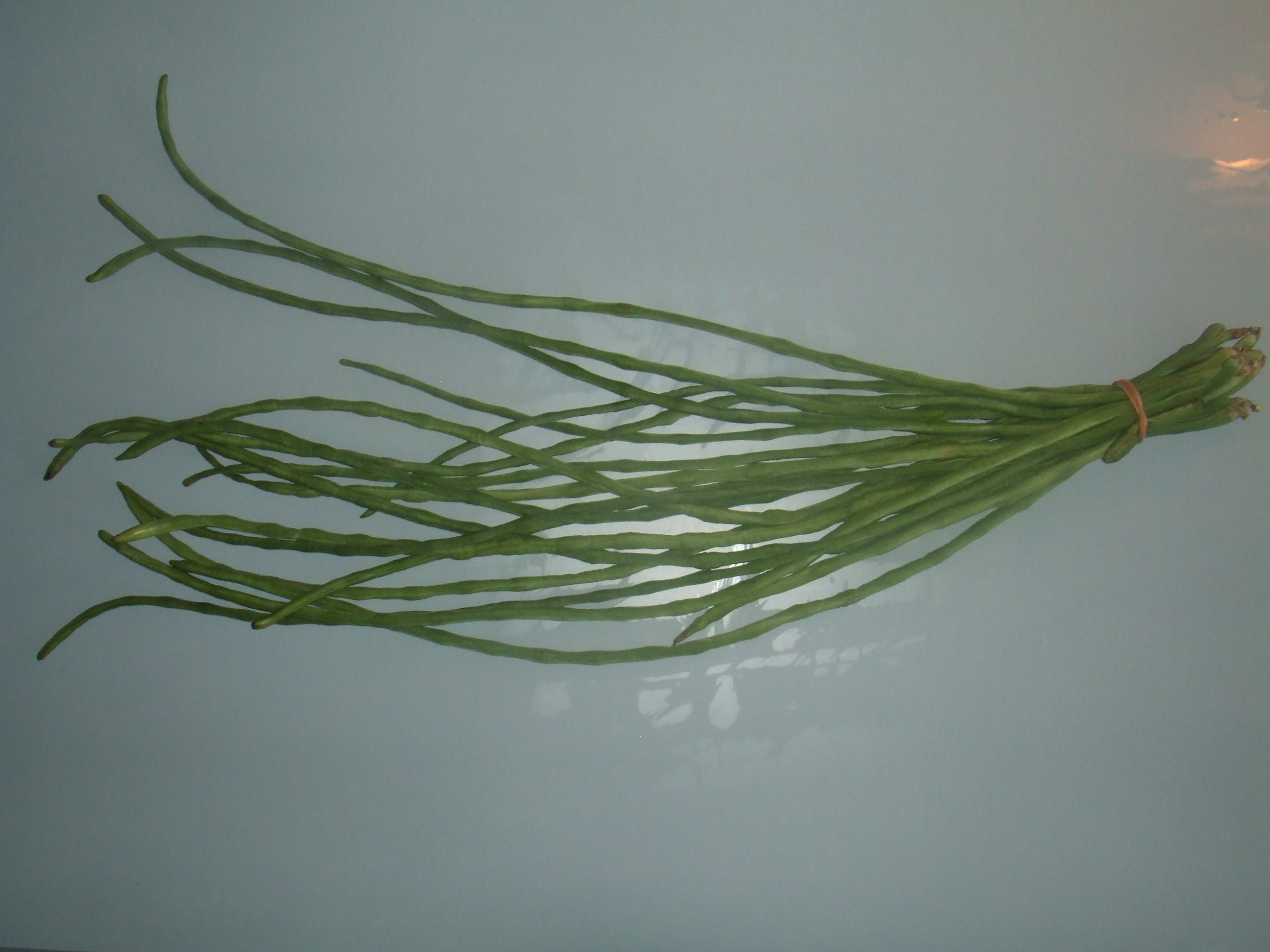
豇豆莢

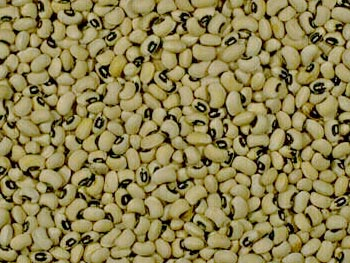
豇豆

## 分布
原產於非洲。現主要在舊大陸溫暖的地方栽培。

## 亞種
豇豆有四個亞種，分別是：
- 短豇豆（眉豆）

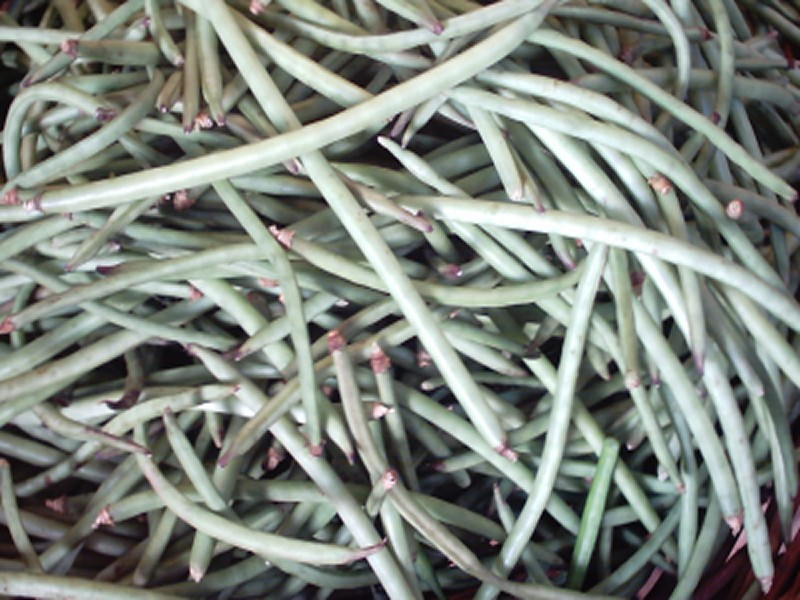
Cowpea beans

  - Vigna unguiculata subsp. cylindrica
- 非洲豇豆
  - Vigna unguiculata subsp. dekindtiana
- 長豇豆（豆角）
  - Vigna unguiculata subsp. sesquipedalis
- 黑眼豆
  - Vigna unguiculata subsp. unguiculata

## 用途
長豇豆（豆角）常用于制作酸豆角，干豆角等特色美食。

## 文內注釋
1. ↑  中国社会科学院语言研究所词典编辑室. . . 北京: 商务印书馆: 645. 2016.
2. ↑  Zhu Xiangyun(朱相云) （页面存档备份，存于）, et al, 2024. Vigna unguiculata （页面存档备份，存于） in Catalogue of Life China: 2024 Annual Checklist (中国生物物种名录：2024版), Beijing, China, 2022-03-24 [2024].
3. ↑  Vigna unguiculata (L.) Walp. 豇豆 （页面存档备份，存于） // 鍾國芳、邵廣昭 (2022) 臺灣物種名錄 https://taicol.tw （页面存档备份，存于） (於2024-07-13查詢).
4. ↑  .   [2018-12-21]. （原始内容存档于2018-12-08）.
5. ↑  .   [2016-03-15]. （原始内容存档于2016-03-15）.
6. ↑   (PDF).   [2016-03-15]. （原始内容 (PDF)存档于2016-03-15）.
7. ↑  齐鲁晚报. . 环球网. 2022-07-28  [2024-07-13]. （原始内容存档于2024-07-13）.

## 延伸阅读
[在维基数据编辑]
 《植物名實圖考·豇豆》，出自吳其濬《植物名實圖考》